# Cantó de Saint-Sauveur-le-Vicomte
El cantó de Saint-Sauveur-le-Vicomte és un cantó francès del departament de la Manche, situat al districte de Cherbourg-Octeville. Té 19 municipis i el cap es Saint-Sauveur-le-Vicomte.

## Municipis
- Besneville
- Biniville
- La Bonneville
- Catteville
- Colomby
- Crosville-sur-Douve
- Étienville
- Golleville
- Hautteville-Bocage
- Les Moitiers-en-Bauptois
- Néhou
- Neuville-en-Beaumont
- Orglandes
- Rauville-la-Place
- Reigneville-Bocage
- Sainte-Colombe
- Saint-Jacques-de-Néhou
- Saint-Sauveur-le-Vicomte
- Taillepied

## Història
| Data d'elecció                           | Identitat           | Partit                    | Qualitat |
| ---------------------------------------- | ------------------- | ------------------------- | -------- |
| 1945-1958                                | Joseph de Fontbonne | Divers droite             |          |
| 1958-1982                                | Auguste Cousin      | divers droite, després RI |          |
| 1982-2001                                | Jean Tardif         | Divers droite             |          |
| 2001-                                    | Philippe Ripouteau  | Divers droite             |          |
| les dades anteriors no són pas conegudes |                     |                           |          |
|                                          |                     |                           |          |

## Demografia
| A partir de 1990: Població sense dobles comptes |